# Józef Marcinkiewicz

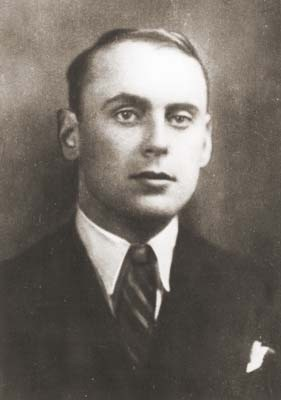
Józef Marcinkiewicz

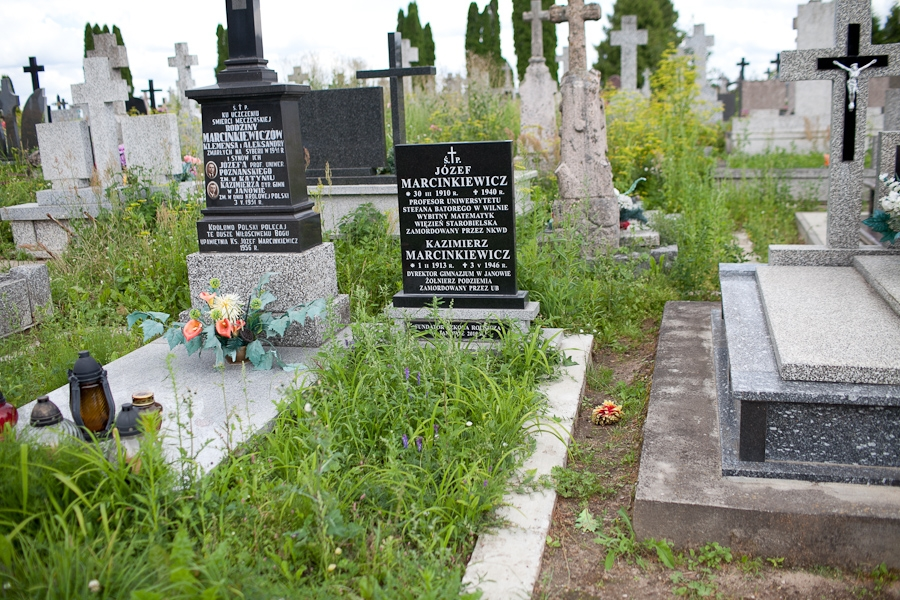
Das Grab von Józef Marcinkiewicz

Józef Marcinkiewicz (* 30. März 1910 in Cimoszka, nahe Białystok; † 1940 in Katyn) war ein polnischer Mathematiker.

## Leben
Marcinkiewicz studierte bei Antoni Zygmund und wurde 1933 promoviert. Er arbeitete später mit Juliusz Schauder und Stefan Kaczmarz. 1939 erhielt er ein Stipendium und ging nach Paris. Mit Beginn des Zweiten Weltkrieges kehrte er nach Polen zurück. Dort nahm er an Militäroperationen teil. Dabei wurde er gefangen genommen und als Kriegsgefangener von sowjetischen Truppen im Lager Starobilsk interniert und 1940 im Massaker von Katyn ermordet. Seine Eltern kamen ebenfalls unter der sowjetischen Besatzung um.
Obwohl er nur sechs Jahre lang wissenschaftlich gearbeitet hat, schrieb er mehr als 50 wissenschaftliche Arbeiten zu Themen wie Theorie der reellen Funktionen, Funktionentheorie, trigonometrischen Reihen, Interpolationstheorie und Wahrscheinlichkeitstheorie. Neben seinen wichtigen Arbeiten und Ergebnissen bewegen heute noch viele Ideen von Marcinkiewicz die Mathematik. Eines der wichtigsten Ergebnisse seiner Arbeiten sind die „Marcinkiewicz-Integrale“ sowie der Interpolationssatz von Marcinkiewicz.